# Michał Zając
Michał Zając (ur. 21 lipca 1895 w Gniłowodach k. Podchajec, woj. tarnopolskie, zm. 13 lipca 1958 w Katowicach) – doktor prawa, działacz ubezpieczeniowy, od 1957 poseł ZSL na Sejm PRL II kadencji.

## Życiorys
Urodził się w rodzinie chłopskiej Antoniego i Marii z Patrów, we wsi Gniłowody, powiat podhajecki, byłe woj. tarnopolskie. W 1915 roku, po ukończeniu gimnazjum we Lwowie z wyróżnieniem, podjął studia na Wydziale Prawa i Umiejętności Politycznych Uniwersytetu Lwowskiego. Przed ukończeniem studiów powołany do służby w armii austro-węgierskiej. Zakończył ją już w Wojsku Polskim w stopniu plutonowego, w 1920 został przeniesiony do rezerwy.
Ukończył przerwane studia, uzyskując w 1923 roku tytuł doktora nauk prawnych. Wcześniej odbył także roczny kurs w Akademii Handlu Zagranicznego we Lwowie.
Podjął pracę jako referent w Zakładzie Pensyjnym dla Funkcjonariuszów we Lwowie, zajmującym się urzędniczymi ubezpieczeniami emerytalno-rentowymi.
W 1930 roku przeprowadził się do Królewskiej Huty (obecnie Chorzów), podjął pracę jako kierownik działu, następnie wicedyrektor Zakładu Ubezpieczeń Pracowników Umysłowych w Królewskiej Hucie (obecnie Chorzów). W kwietniu 1933 został powołany, jako rzeczoznawca do opracowania systemu ubezpieczeń w Polsce. W 1934 przeniesiony do Warszawy, mianowany dyrektorem Działu Nadzoru i Organizacji Izby Ubezpieczeń Społecznych, przekształconej w Zakład Ubezpieczeń Społecznych.
W latach 1937–1939 jako delegat ZUS uczestniczył w posiedzeniach Międzynarodowego Związku Kas Chorych w Genewie. Współzałożyciel Związku Zawodowego Pracowników Instytucji Ubezpieczeń Społecznych. W latach 1928–1929 wiceprezes tego związku.
Po wybuchu II wojny światowej, podczas okupacji hitlerowskiej pracował w Zarządzie Miejskim w Warszawie. Podczas powstania warszawskiego aresztowany i osadzony w Forcie Mokotowskim, następnie w obozie w Pruszkowie. Po ucieczce z obozu przeniósł się do Krakowa, pracował jako inspektor w tamtejszej Ubezpieczalni Społecznej.
W marcu 1945, decyzją Ministerstwa Pracy i Opieki Społecznej oraz wojewody śląskiego Aleksandra Zawadzkiego, mianowany komisarzem ds. organizacji instytucji ubezpieczeniowych na Górnym Śląsku, Opolszczyźnie, oraz Zagłębiu Dąbrowskim. Od września 1945 dyrektor Ubezpieczalni Społecznej w Katowicach. Od września 1950 dyrektor Oddziału Wojewódzkiego ZUS w Chorzowie oraz dyrektor Oddziału Obwodowego ZUS w Katowicach.
Członek Obywatelskiego Komitetu Przygotowawczego Śląskiej Akademii Medycznej w Katowicach, współorganizator Instytutu Przeciwrakowego w Gliwicach. Współzałożyciel i wiceprezes Zarządu Wojewódzkiego Chłopskiego Towarzystwa Przyjaciół Dzieci na Śląsku.
Działacz Stronnictwa Ludowego oraz Zjednoczonego Stronnictwa Ludowego. Od października 1946 radny kilku kadencji Miejskiej Rady Narodowej w Katowicach. Od stycznia 1957 poseł ZSL, wiceprzewodniczący sejmowej Komisji Zdrowia i Kultury Fizycznej.
Od 22 czerwca 1923 był mężem Zofii Kalitowskiej.
Zmarł nagle wskutek zawału serca 13 lipca 1958 roku.

## Ordery i odznaczenia
- Krzyż Oficerski Orderu Odrodzenia Polski (11 listopada 1936)[1]
- Złoty Krzyż Zasługi (18 stycznia 1946)[2]
- Medal Dziesięciolecia Odzyskanej Niepodległości[3]